# Nothing Safe: Best of the Box
Nothing Safe: Best of the Box è una raccolta della band grunge/alternative metal statunitense Alice in Chains.

## Descrizione
L'album è il primo dei best-of del gruppo, e servì anche come apripista per il box set Music Bank pubblicato successivamente. Contiene canzoni estratte dai precedenti album Facelift, Dirt e Alice in Chains e dagli EP Sap e Jar of Flies, oltre all'inedito Get Born Again; qui compare anche la versione demo di We Die Young che non sarà inserita nel successivo box set.
Il disco ha raggiunto la ventesima posizione della Billboard 200 statunitense nel 1999.

## Tracce
Testi e musiche di Jerry Cantrell, eccetto dove indicato.
1. Get Born Again – 5:26 (Cantrell, Layne Staley)
2. We Die Young (demo) – 2:28
3. Man in the Box – 4:46 (Layne Staley)
4. Them Bones – 2:30
5. Iron Gland – 0:43
6. Angry Chair (Layne Staley) – 4:46
7. Down in a Hole – 5:37
8. Rooster (Live) – 6:46
9. Got Me Wrong (Live) – 4:24
10. No Excuses – 4:15
11. I Stay Away – 4:14 (Layne Staley)
12. What the Hell Have I – 3:57
13. Grind – 4:44
14. Again – 4:04  (Layne Staley)
15. Would? – 3:28